# As Salam al Amiri
as-Salām al-Amīrī (« Paix à l'émir ») est l'hymne national du Qatar, dont les paroles ont été écrites par Sheikh Mubarak bin Saïf al-Thani.

## Paroles

### Paroles arabes
| Écriture arabe | Écriture latine | Transcription API |
| --- | --- | --- |
| :جوقة قسما قسما قسما بمن رفع السماء قسما بمن نشر الضياء قطر ستبقي حرة تسمو بروح الاوفياء سيروا على نهج الألى سيروا وعلى ضياء الانبياء قطر بقلبي سيرة عز وأمجاد الاباء قطر الرجال الاولين حماتنا يوم النداء وحمائم يوم السلام جوارح يوم الفداء جوقة | Jawqa: Qasamān Qasamān Qasamān biman rafaʻa as-samạ̄ Qasamān biman nashara aḍ-ḍiyạ̄ Qaṭarun satabqa ḥawrratan tasmū birūḥi al-awfiyạ̄ Sīrū ʻalā nahij al-awlā Sīrū ʻalā ḍiyạ̄ al-anbiyạ̄ Qaṭarun biqalbī sīratun ʻAzun wa-amjād al-ibạ̄ Qaṭarun ar-rijāli al-awwalīn Ḥumātunā yawm an-nidạ̄ Wa-ḥamāimun yawm as-salām Jawāriḥun yawm al-fidạ̄ Jawqa | [d͡ʒɑw.qɑ] [qɑ.sæ.mæːn qɑ.sæ.mæːn] [qɑ.sæ.mæːn bɪ.mæn rɑ.fɑ.ʕæ‿s.sæ.mæːʔ] [qɑ.sæ.mæːn bɪ.mæn næ.ʃɑ.rɑ‿ðˤ.ðˤɪ.jæːʔ] [qɑ.tˤɑ.rʊn sæ.tæb.qɑ ħʊr.rɑ.tæn tæs.mʊː bɪ.rʊː.ħɪ‿l.ʔɑw.fi.jæːʔ] [siː.rʊː ʕɑ.læː næh.d͡ʒɪ‿l.ʔu.læː] [siː.rʊː wɑ.ʕɑ.læː ðˤɪ.jæː.ʔɪ‿l.ʔæn.bi.jæːʔ] [qɑ.tˤɑ.rʊn bɪ.qɑl.bɪː siː.ræ.tʊn] [ʕæ.zʊn wɑ ʔæm.d͡ʒæː.dʊ‿l.ʔɪ.bæːʔ] 𝄆 [qɑ.tˤɑ.rʊ‿r.rɪ.d͡ʒæː.lɪ‿l.ʔæw.wæ.liːn] [ħʊ.mæː.tʊ.næː jɑwm æn.ni.dæːʔ] [wɑ ħæ.mæː.ʔɪ.mʊn jɑwm æs.sæ.læːm] [d͡ʒæ.wæː.rɪ.ħʊn jɑwm æl.fi.dæːʔ] 𝄇 [d͡ʒɑw.qɑ] |

### Traduction française
Jurant par Dieu qui a érigé le ciel

Jurant par Dieu qui propagea la lumière

Qatar sera toujours libre

Sublimé par les âmes des sincères

Procédez par la manière des ascendants

Et avancez sur la voie des Prophètes

Dans mon cœur,

Qatar est une épopée de gloire et de dignité

Qatar est la terre des hommes qui se lèvent tôt

Qui nous protègent dans les temps de détresse,

Colombes ils peuvent être en temps de paix,

Guerriers ils sont en temps de sacrifice.